# مارتین ریس
سر جان ریس (به انگلیسی: Martin Rees) (زاده ۲۳ ژوئن ۱۹۴۲) کیهان‌شناس و اختر فیزیکدان انگلیسی است. او بین سال‌های ۲۰۰۵ تا ۲۰۱۰ رئیس انجمن سلطنتی بوده‌است.